# Bassignac-le-Bas
 Bassignac-le-Bas  (en occitano Bassinhac lo Bas) es una comuna  y población de Francia, en la región de Lemosín, departamento de Corrèze, en el distrito de Tulle y cantón de Mercoeur.
Su población en el censo de 2008 era de 93 habitantes.
No está integrada en ninguna Communauté de communes.

## Demografía
| 170 | 212 | 165 | 156 | 132 | 105 | 93 |
| Para los censos de 1962 a 1999 la población legal corresponde a la población sin duplicidades (Fuente: INSEE [Consultar]) |     |     |     |     |     |    |